# Estrid van Mecklenburg
Estrid van Mecklenburg (979-1022) was een koningin-gemalin van Zweden. Zij was een prinses van de Abodriten, dochter van Miesceslaus en Sophia, en trouwde met Olaf II van Zweden. In haar tijd was een merkbare Slavische invloed in Zweden te merken, bijvoorbeeld in het werk van ambachtslieden. Zij zou een strenge en hooghartige vrouw zijn geweest die de kinderen van Olafs bijvrouw slecht behandelde en een voorliefde had voor pracht en praal.
Estrid en Olof kregen de volgende kinderen:
- Anund Jacob (?-1050)
- Ingegerd (?-1050), in 1019 gehuwd met de grootvorst van Kiev Jaroslav I de Wijze